# Luciano Negrini
Luciano Luigi Negrini (* 22. Juni 1920 in Venedig; † 12. Dezember 2012) war ein italienischer Steuermann.

## Biografie
Luciano Negrini nahm an den Olympischen Sommerspielen 1936 in Berlin teil. Im Zweier mit Steuermann gewann er zusammen mit Almiro Bergamo und Guido Santin die Silbermedaille. Zudem wurde das Trio in der gleichen Bootsklasse 1935 Europameister.